# Carthamus tamamschjanae
Carthamus tamamschjanae là một loài thực vật có hoa trong họ Cúc. Loài này được Gabrieljan mô tả khoa học đầu tiên năm 1987.